# Jesús (film)
Jesús je koprodukční hraný film z roku 2016, který režíroval Fernando Guzzoni podle vlastního scénáře. Film zachycuje život problematické mládeže. Snímek měl světovou premiéru na Mezinárodním filmovém festivalu v Santiagu de Chile 24. srpna 2016. V ČR byl uveden v roce 2017 na filmovém festivalu Febiofest.

## Děj
Jesús byl vyloučen ze školy a nyní se jen bezcílně poflakuje se svými kumpány po městě. Jeho otec, který nebývá často doma, si s ním neví rady. Jednou v noci Jesús a jeho dva kamarádi potkají v městském parku opilého mladíka, kterého zmlátí. Druhého dne zjistí ze zpráv, že oběť leží v kómatu v nemocnici. Jesús zpanikaří a neví, co má dělat. Svěří se otci, který ho dočasně odveze na opuštěnou chatu za město. Po několika dnech napadený mladík umírá v nemocnici a otec se rozhodne pro definitivní řešení.

## Obsazení
| Nicolás Durán    | Jesús             |
| Alejandro Goic   | Héctor, jeho otec |
| Sebastián Ayala  |                   |
| Esteban González |                   |
| Constanza Moreno |                   |
| Gastón Salgado   |                   |